# Kähr
Kähr är ett släktnamn uppkommet i samband med att torparsonen och svarvaren Jonas Jonsson Kähr, född 1796 i byn Kärrhult, Kristdala, död 1877 i Mönsterås  flyttade från Kärrhult till Mönsterås på 1820-talet. En av hans tre söner, Johan Fredrik Kähr (den äldre), lade 1857 grunden till det företag som idag heter Gustaf Kähr.